# Association Sportive d’El Khroub
O AS Khroub é um clube de futebol da Argélia. Sua sede fica na cidade de Constantina.